# Syndikat (Autoren)
SYNDIKAT e. V. ist der Verein für deutschsprachige Kriminalliteratur, in dem deutschsprachige Kriminalautoren organisiert sind.
Offiziell gegründet wurde Syndikat am 2. Februar 1986 von damals bekannten Kriminalautoren auf Initiative von Fred Breinersdorfer und Peter Schmidt. Aufgenommen werden deutschsprachige Autoren, die mindestens eine selbständige, professionelle  Veröffentlichung vorweisen können. Selbst bezahlte Veröffentlichungen sowie reine Eigenverlage werden nicht anerkannt. Der Verein ist Mitglied in der internationalen Kriminalschriftstellervereinigung EWC (European Writers Council) und organisiert im Netzwerk Autorenrechte (NAR).

## Mitglieder
Im SYNDIKAT sind mehr als 820 deutschsprachige Krimiautorinnen und -autoren aus Deutschland, der Schweiz und Österreich zusammengeschlossen (Stand Dezember 2024). Das 500. Mitglied des Vereins wurde nach einer Meldung des Nordpark-Verlages vom 17. September 2008 der Kölner Autor Frank Schätzing. Neben den Mitgliedern gibt es etwa 50 sogenannte „Amigos“ und „Amigas“ (Verleger, Fernsehleute, Förderer und Fans), die Zutritt zu den Veranstaltungen haben. Die Interessen der Vereinigung werden durch ein auf zwei Jahre gewähltes Vorstandsteam wahrgenommen.
Zu den ehemaligen Sprechern zählen u. a.  Jens J. Kramer, Daniel Carinsson, Jürgen Alberts, Sabina Altermatt, Horst Bosetzky, Fred Breinersdorfer, Horst Eckert, Angela Eßer, Edgar Franzmann, Rebecca Gablé, Peter Godazgar, Andreas Izquierdo, Jana Jürß, Jürgen Kehrer, Gisa Klönne, Sabina Naber, Elke Pistor, Barbara Saladin, Ilka Stitz und Jan Zweyer.
Das SYNDIKAT vergibt jährlich den GLAUSER (ehemals Friedrich-Glauser-Preis), den höchstdotierten deutschen Krimipreis in den Sparten Roman, Debüt, Kriminalkurzgeschichte sowie Kinder- und Jugendkrimi. Der Ehrenglauser wird für das Lebenswerk und die Verdienste um das Genre verliehen. Die Preisvergabe ist seit 1986 alljährlicher Höhepunkt der CRIMINALE, dem größten Branchentreffen des deutschsprachigen Krimis.
Außerdem fördert das SYNDIKAT jedes Jahr eine Reihe von Krimifestivals. Die Förderbeiträge stammen dabei ausschließlich aus den Mitgliedsbeiträgen.